# Sportovní film

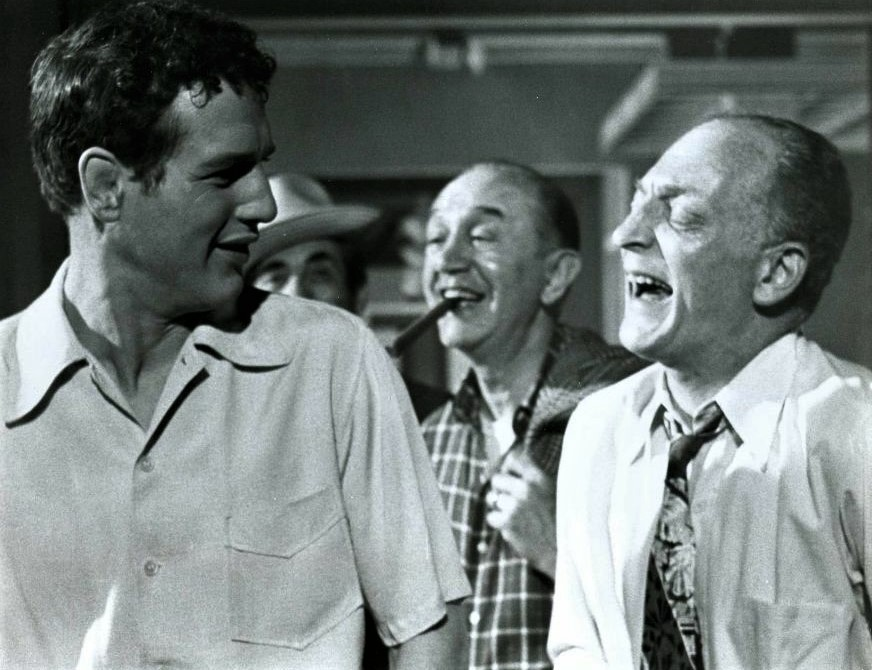
Paul Newman ve sportovním filmu Někdo tam nahoře mě má rád (1956)

Sportovní film (anglicky sports film) je filmový žánr. Konkrétně jde o typ filmu, ve kterém hraje sportovní téma prominentní roli. Často jsou tedy hlavními hrdiny buď přímo sportovci, nebo lidé, v jejichž životech má jakákoliv tato fyzická aktivita důležitou úlohu. Navzdory tomu většinou sport není hlavním posláním daných snímků. Myšlenkou těchto filmů bývá spíše motivace, vůle či trpělivost, což jsou vlastnosti, které jsou pro vykonávání sportu na vrcholové úrovni velmi důležité. Nejčastěji se tento žánr věnuje sportům jako baseball, basketbal, lední hokej, fotbal, ragby, americký fotbal nebo box. Spousta sportovních filmů ale pojednává také o dalších bojových sportech, cyklistice, wrestlingu, motorsportu, tenisu, golfu či kulečníku.

## Subžánry

### Sportovní drama
Sportovní drama je nejčastější formou sportovních filmů. Jak již napovídá název, tento podžánr kombinuje základní elementy dramatických filmů s různými sportovními prvky. Sportovní dramata se často zabývají závažnými tématy, jako například sociálními rozdíly ve společnosti, kriminalitou a problematikou chudinských čtvrtí. Obvykle zde také probíhá nějaký konflikt mezi hlavními hrdiny a tyto filmy mohou také podrobně zachycovat psychologii hlavních postav. Například předzápasovou nervozitu či postupně měnící se sebevědomí.

#### Známá sportovní dramata
- Někdo tam nahoře mě má rád (1956) - box
- Hazardní hráč (1961) - kulečník
- Rocky (1976) - box
- Zuřící býk (1980) - box
- Ohnivé vozy (1981) - běh
- Vítězství (1981) - fotbal
- Přirozený talent (1984) - baseball
- Hráči z Indiany (1986) - basketbal
- Barva peněz (1986) - kulečník
- Hřiště snů (1989) - baseball
- Bourák (1993) - americký fotbal
- Vítězové a poražení (1999) - americký fotbal
- Legenda o slavném návratu (2000) - golf
- Seabiscuit (2003) - dostihy
- Million Dollar Baby (2004) - box
- Hokejový zázrak (2004) - lední hokej
- Coach Carter (2005) - basketbal
- Těžká váha (2005) - box
- Wrestler (2008) - wrestling
- Zrození šampióna (2009) - americký fotbal
- Fighter (2010) - box
- Moneyball (2011) - baseball
- Warrior (2011) - MMA
- Rivalové (2013) - Formule 1
- Le Mans '66 (2019) - motorsport
- Zátopek (2021) - běh[3]
- Železní bratři (2023) - wrestling

### Sportovní komedie
Sportovní komedie jsou naproti tomu filmy se sportovní tematikou, které jsou nicméně odlehčené a vždy končí happy endem. Často si dělají legraci z daných aktivit, či přímo z různých typů sportovců. Nezřídkakdy se jedná o snímky pojednávajících o bývalých vrcholových sportovcích, kteří se opět vrací do své branže. Často tedy následují zábavné okamžiky.

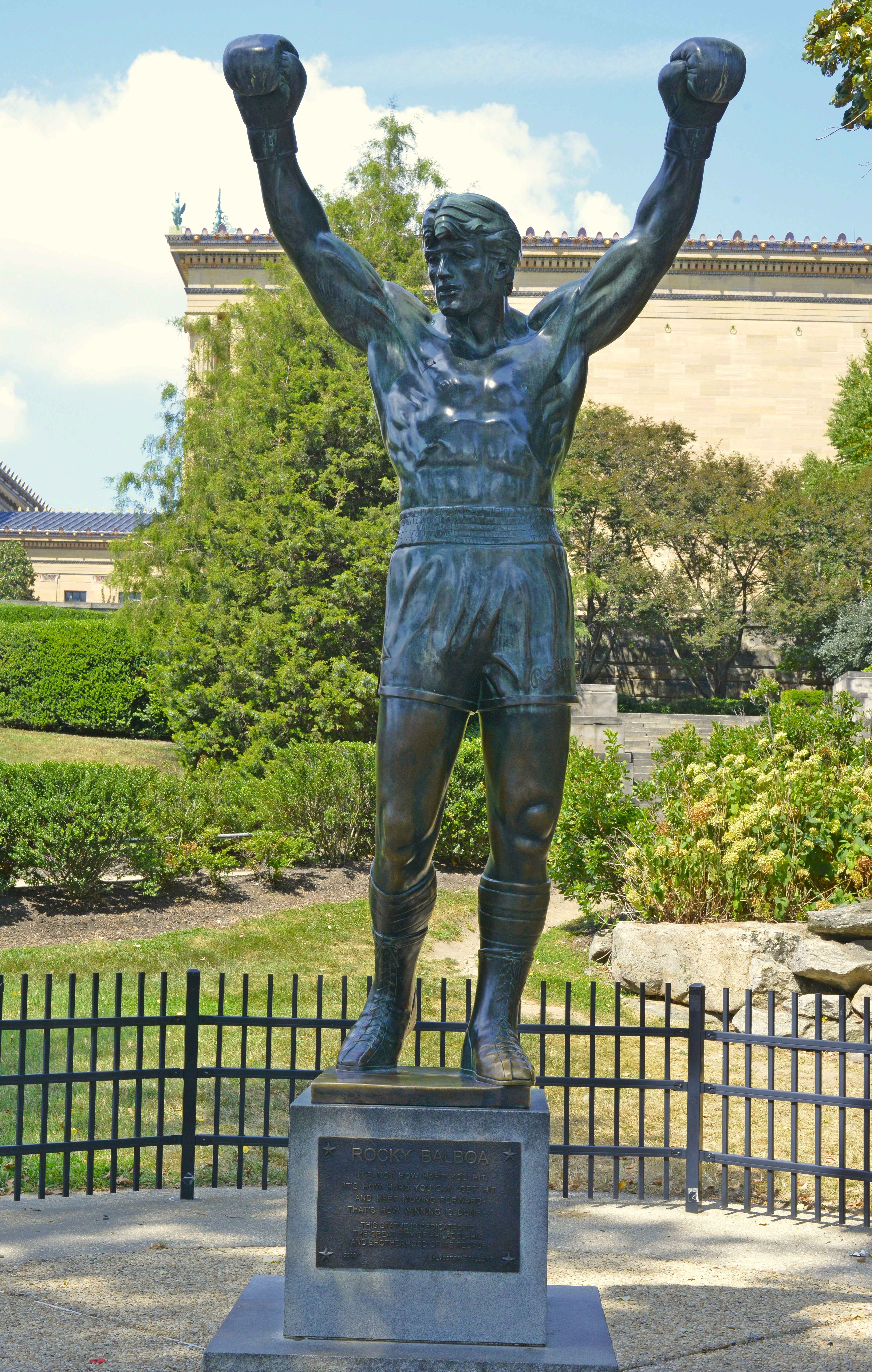
Socha Rockyho Balboy ve Filadelfií, kterého ztvárnil Sylvester Stallone

#### Známé sportovní komedie
- Pat a Mike (1952) - golf, tenis
- Nakládačka (1977) - lední hokej
- Caddyshack (1980) - golf
- Durhamští býci (1988) - baseball
- První liga (1989) - baseball
- Bílí muži neumějí skákat (1992) - basketbal
- Ledové ostří (1992) - krasobruslení
- Šampióni (1992) - lední hokej
- Velké vítězství (1992) - baseball
- Kokosy na sněhu (1993) - bobování
- Rivalové (1996) - golf
- Zelený svět (1996) - golf
- Mystery, Aljaška (1999) - lední hokej
- Náhradníci (2000) - americký fotbal
- Blafuj jako Beckham (2002) - fotbal
- Vybíjená (2004) - vybíjená
- Wimbledon (2004) - tenis
- Trestná lavice (2005) - americký fotbal
- Ledově ostří (2007) - krasobruslení
- Tvrdé palice (2008) - americký fotbal
- Orel Eddie (2016) - skoky na lyžích
- Já, Tonya (2017) - krasobruslení
- Souboj s rodinou (2019) - wrestling[5]